# Wings.io
《Wings.io》是一個由Wings.io在2016年推出的一款大型多人動作遊戲. 玩家化身為飛機，並想辦法殺死其它對手以擠進排行榜。這個遊戲跟《Agar.io》和《Slither.io》有很大的相似之處。

## 開發
正式版本已于2017年7月发布。

## 武器
所有的武器(機槍除外)都以降落傘的方式隨機生成於遊戲最上方。
機槍:
每台飛機的基本配件，無限使用。
散彈(Shotgun Weapon):
向飛機機頭方向，連續發射三發子彈，共三百發。
飛彈(Missile Weapon):
向飛機機頭方向於機體下發射，共十顆。可追蹤敵機。
空投炸彈(Bomb Weapon):
以每一秒一顆的速度投放一顆炸彈，共十顆。
拳頭(Fist Weapon):
向飛機機頭方向，以飛機機體衝撞敵機，共十次。
雷射(Laser Weapon):
向飛機機頭方向發射，可任意摧毀任何實體武器(子彈除外)，使對手殘血但沒有死亡，共十發。
光束武器(SUPER WEAPON):
有時會遇到光束武器，光束是遊戲中最強的武器，遇到時間為隨機。

## 特殊模式
Wings.io有時在特定時候會有特殊模式；特殊模式有以下三種:
1.戰船攻擊(WARSHIP ATTACK)
每小時會有共三至四次戰船經過，擊沉戰船能獲得500分。
2.太空戰爭(SPACE WARS)
每兩小時一次，玩家會在太空中戰爭，有時會有隕石經過。模式時間為五分鐘。
3.瞬間死亡 (SUDDEN DEATH)
玩家擁有無限制的雷射武器，玩家被雷射打中便立即死亡。進入此模式後分數重新計算，殺死一名玩家得一分。模式時間為五分鐘。出現時間為隨機。